# グレゴリオ・フォンセカ
グレゴリオ・フォンセカ・レシオ（Gregorio Fonseca Recio、1965年11月26日 - ）は、スペイン・カスティーリャ・イ・レオン州ラ・セカ出身の元サッカー選手。ポジションはFW。元スペイン代表。

## クラブ経歴
レアル・バリャドリードのカンテラ出身。1984年2月5日、18歳の時にプリメーラ・ディビシオンのレアル・サラゴサ戦でトップチームデビューを果たし、この試合でプロ初ゴールも挙げた。デビュー後2シーズンでリーグ戦21試合4得点という記録を残すと、1986-87シーズンはセグンダ・ディビシオンに所属していたCDマラガにレンタル移籍し、バリャドリード復帰後はチームのレギュラーとして活躍し始める。1990-91シーズン、リーグ戦で14得点を挙げてチーム内得点王に輝き、翌シーズンにはさらに1ゴール増やして15得点を叩き出すが、チームはセグンダへと降格してしまった。
1992年、RCDエスパニョールに移籍するが、在籍2シーズン目に再びセグンダ降格を経験した。それでもセグンダを戦うチームに残留し、1シーズンでのプリメーラ復帰を果たすが、プリメーラの舞台では出場機会が限られたため、1994-95シーズンの冬の移籍市場でアルバセテ・バロンピエへと移籍した。このクラブではリーグ戦13試合に出場したが、無得点に終わった。
1996年、1995-96シーズンのみをレアル・バリャドリードで過ごし、現役から引退した。現役引退後は代理人として活動している。

## 代表経歴
スペイン代表では通算4試合1得点という成績を残した。
1992年2月19日、バレンシアで開催されたCIS代表との親善試合でスペイン代表デビュー。